# Kobieta na dachu
Kobieta na dachu – polski dramat filmowy z 2022 roku w reżyserii Anny Jadowskiej. Rola w filmie przyniosła nagrodę dla najlepszej aktorki na FPFF w Gdyni dla Doroty Pomykały. Zdjęcia do filmu powstały w Tomaszowie Mazowieckim. Obraz miał swoją światową premierę 11 czerwca 2022 roku na Tribeca Film Festival w Nowym Jorku; wszedł na ekrany polskich kin 9 grudnia 2022 roku.

## Obsada
- Dorota Pomykała jako Mira Napieralska
- Bogdan Koca jako mąż Miry
- Adam Bobik jako syn Mariusz